# ジャック・コスタンゾ

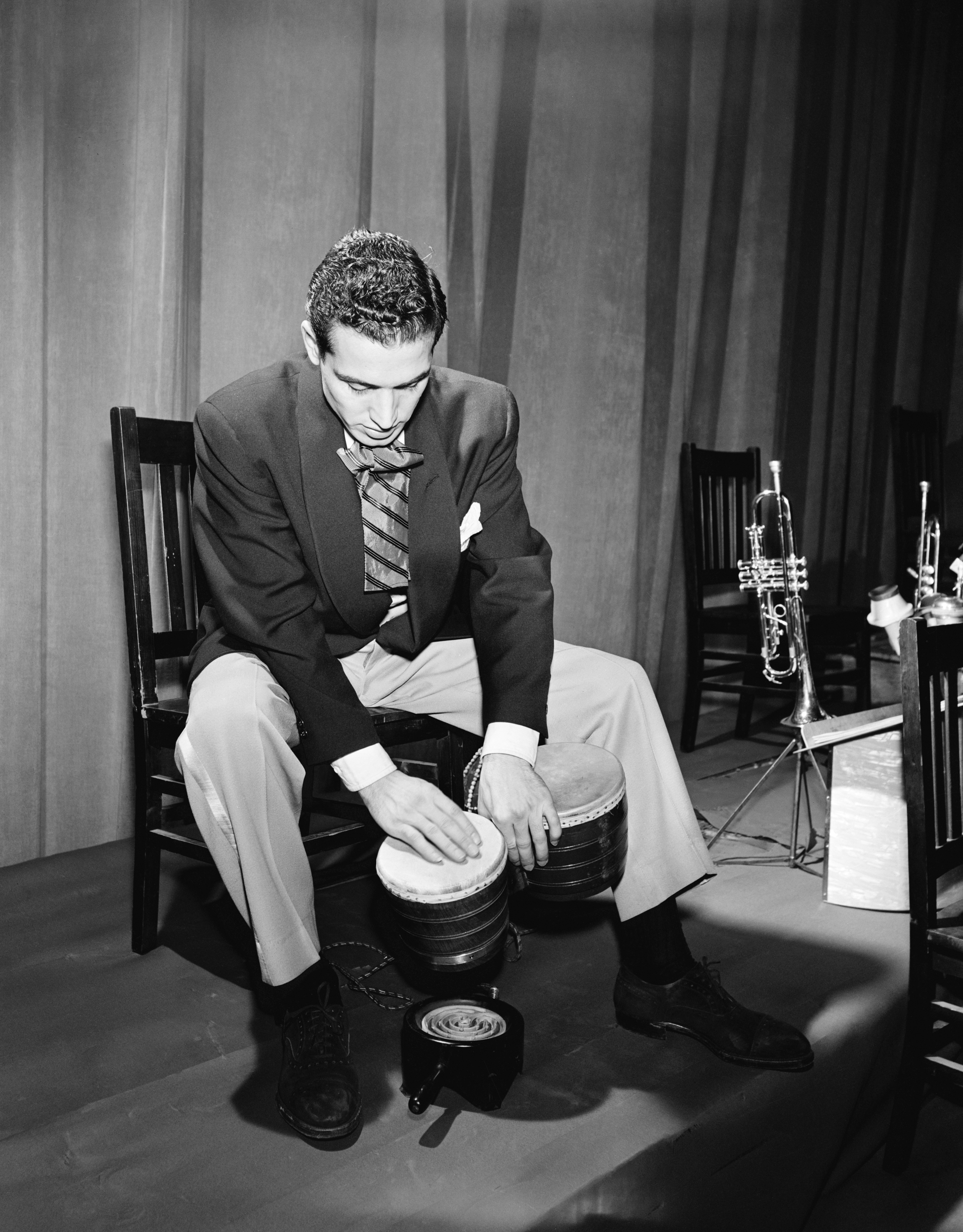
ジャック・コスタンゾ（1947年-1948年）

ジャック・コスタンゾ（Jack Costanzo、1919年9月24日 - 2018年8月18日）は、アメリカのパーカッション奏者。

## 略歴
作曲家、指揮者、ドラマーでもあるコスタンゾは、ボンゴ奏者としてもっともよく知られており、「ミスター・ボンゴ」の愛称で呼ばれた。1940年代に3度、ハバナを訪れて、ボンゴとコンガでアフロ・キューバンのリズムを覚えた。
コスタンゾはダンサーとしてキャリアをスタートし、第二次世界大戦前には妻とチームを組んでツアーに出ていた。海軍除隊後、ビバリーヒルズ・ホテルでダンスのインストラクターをしていたところ、ラテン・バンドのリーダーであったボビー・ラモスが、コスタンゾのジャム・セッションでのボンゴ演奏を聴いて、彼に仕事を依頼した。1940年代を通じて、コスタンゾは、ルクオナ・キューバン・ボーイズの復活版や、デジ・アーナズ、レネ・トゥーゼなど、いくつかのラテン・バンドと仕事をした。
コスタンゾは、1947年から1948年までスタン・ケントンのツアーに参加し、1950年代には時々、ナット・キング・コールと演奏した。また、ビリー・メイ・オーケストラ、ペギー・リー、ダニー・ケイ、ペレス・プラード、チャーリー・バーネット、ピート・ルゴロ、ベティ・グレイブル、ハリー・ジェイムス、ジュディ・ガーランド、パティ・ペイジ、ジェーン・パウエル、レイ・アンソニー、マーティン&ルイス、フランセス・フェイ、ダイナ・ショア、ザビア・クガート、フランク・シナトラ、トニー・カーティス、エディ・フィッシャーなどと一緒に演奏している。
コスタンゾは、1950年代に自分のバンドを結成し、レコーディングや国際的なツアーを行った。マーロン・ブランド、リタ・モレノ、キャロリン・ジョーンズ、ヒュー・オブライエン、キーナン・ウィン、ヴァン・ジョンソン、トニー・カーティス、ベティ・グレイブル、ヴィック・ダモーン、ジェームズ・ディーン、ゲイリー・クーパーなど、多くのハリウッド・スターが彼にボンゴを学んだ。
コスタンゾは1998年まで引退状態にあったが、カムバックを決意し、2001年にユビキティ・レコード (Ubiquity Records)傘下のレーベルで『バック・フロム・ハヴァナ』を録音した。このアルバムには、ブラック・ノートのギルバート・カステラノス、スティーヴ・ファイアロービング、パナマ人歌手のマリールなどが参加している。2002年には、同じメンバーで『Scorching The Skins』という別のアルバムをリリースし、今度はビッグ・マウンテンのキノも加わった。コスタンゾはカリフォルニアと海外でツアーと演奏を続けていた。
コスタンゾは、2018年8月18日、カリフォルニア州レイクサイドの自宅にて、腹部大動脈瘤破裂の合併症により98歳で死去した。

## ディスコグラフィ

### リーダー・アルバム
- Afro Cuban Jazz North-Of-The-Border (1954年、Norgran) ※ジャック・コスタンゾ・アンド・ヒズ・オーケストラ名義
- Mr. Bongo (1956年、GNP) ※ジャック・コスタンゾ・アンド・ヒズ・アフロ・キューバン・バンド名義
- Mr. Bongo Has Brass (1956年、Zephyr)
- Mr. Bongo Plays In Hi-Fi Cha Cha Cha (1957年、Tops) ※ジャック・コスタンゾ・アンド・ヒズ・オーケストラ名義
- King Of The Bongos (1957年、Clarity)
- Cha Cha Cha (1957年、Tops Music Enterprises, Corp.)
- Dance Time Featuring Jack Costanza, "Mr. Bongo' (1958年、Tiara)
- 『ラテン・フィーヴァー』 - Latin Fever (1958年、Liberty)
- Bongo Fever Jack Costanzo At The Garden Of Allah (1959年、Liberty)
- Afro Can-Can (1960年、Liberty)
- Dancing On The Sunset Strip (1960年、GNP) ※with エディ・カノ
- Naked City (1961年、Liberty) ※ジャック・コスタンゾ・アンド・ヒズ・オーケストラ名義
- Learn, Play Bongos "With Mr. Bongo" (1961年、Liberty)
- 『イクウエイション・イン・リズム』 - Equation In Rhythm (1962年、Fontana) ※with タビー・ヘイズ
- Mr. Bongo (1965年、Clarion)
- Latin Percussion With Soul (1968年、Tico) ※with ジェリー・ウー
- Viva Tirado (1971年、GNP Crescendo) ※with ジェリー・ウー
- Themes Go Latin (1983年、Liberty) ※ジャック・コスタンゾ・アンド・ヒズ・オーケストラ名義
- Chicken And Rice (2000年、GNP Crescendo) ※Jack Costanzo (Mr. Bongo) And His Latin Combustion Band名義
- 『バック・フロム・ハヴァナ』 - Back From Havana (2001年、CuBop)
- Nat King Cole Trio With Jack Costanzo (2001年、Giants Of Jazz) ※with ナット・キング・コール・トリオ
- Scorching The Skins (2002年、Ubiquity)

### 参加アルバム
スタン・ケントン
- Encores (1947年、Capitol)
- A Presentation of Progressive Jazz (1947年、Capitol)
- Stan Kenton's Milestones (1950年、Capitol) ※1943年–1947年録音
- Stan Kenton Classics (1952年、Capitol) ※1944年–1947年録音
- The Kenton Era (1955年、Capitol) ※1940年–1954年録音
- Kenton with Voices (1957年、Capitol)

アート・ペッパー & コンテ・カンドリ
- 『ムーチョ・カラー』 - Mucho Calor (1957年、Andex)

ピート・ルゴロ
- Rugolomania (1955年、Columbia)
- New Sounds by Pete Rugolo (1957年、Harmony) ※1954–1955年録音
- Percussion at Work (1957年、EmArcy)